# Paulo Dias de Novais

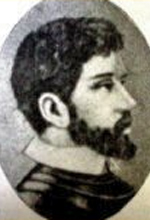
Paulo Dias de Novais, 1. Gouverneur Angolas

Paulo Dias de Novais (* um 1510; † 9. Mai 1589, Massangano, Angola) war ein Fidalgo des Hofstaats und portugiesischer Entdecker und Eroberer im Afrika des 16. Jahrhunderts sowie der erste Kapitän-Gouverneur Angolas. Er war Enkel des Entdeckers Bartolomeu Diaz.
Novais erhielt von König Sebastian I. 1571 eine Schenkungsurkunde (Carta de Doação), die ihm den Titel Governador e Capitão-Mor, conquistador e povoador do Reyno de Sebaste na Conquista da Etiópia ou Guiné Inferior verlieh. Er schiffte am 23. Oktober 1574 von Lissabon aus und landete bei den Ilhas de Cabras – der heutigen Ilha do Cabo – bei Luanda im späteren Angola am 11. Februar 1575. An dieser Stelle wurde im gleichen Jahr die Kirche Nossa Senhora do Cabo errichtet. Angezogen von der Aussicht auf die berühmten Silberminen von Cambambe, gründete er eine Siedlung bei São Paulo, nahe der Ilha do Cabo.
Er starb unverheiratet als letzter männlicher Nachkomme von Bartolomeu Diaz. Er wurde zunächst in Massangano bestattet. Seine sterblichen Überreste wurden 1609 nach Luanda überführt und in der dortigen Jesuitenkirche beigesetzt.